# Latsari (Mojowarno)
Latsari is een bestuurslaag in het regentschap Jombang van de provincie Oost-Java, Indonesië. Latsari telt 3184 inwoners (volkstelling 2010).